# Douce enquête sur la violence
Pour plus de détails, voir Fiche technique et Distribution.
Douce enquête sur la violence est un film français réalisé par Gérard Guérin et sorti en 1982.

## Synopsis
Séquestré par des terroristes dans une tour désaffectée de banlieue, un financier - Ash - parvient à communiquer avec l'extérieur par lettres ou vidéos diffusées par les médias. Un groupe de cinéastes se lance à sa recherche en même temps que la police.

## Fiche technique
- Titre : Douce enquête sur la violence
- Réalisation : Gérard Guérin
- Scénario et dialogues : Gérard Guérin
- Photographie : François Catonné
- Son : Bernard Aubouy et Auguste Galli
- Musique : Charles Gounod, Albert Marcoeur et Richard Wagner
- Décors : Suzel Galliard et Myriam Touze
- Conseiller artistique : Théobald Meurisse
- Montage : Marc Bodin-Joyeux
- Société de production : Laura Productions (Gérard Guérin)
- Pays d'origine :  France
- Durée : 98 minutes
- Date de sortie : France - 27 octobre 1982

## Distribution
- Michael Lonsdale : Ash
- Élise Caron : France
- Emmanuelle Debever : Marianne
- Jeanne Herviale : la vieille dame
- Robert Kramer : le biologiste
- Prune Bergé : Mme Ash
- Claude Duneton : l'aveugle

## Sélection
- 1982 : Festival de Cannes (compétition)[1]